# エミリオ・マルティニ

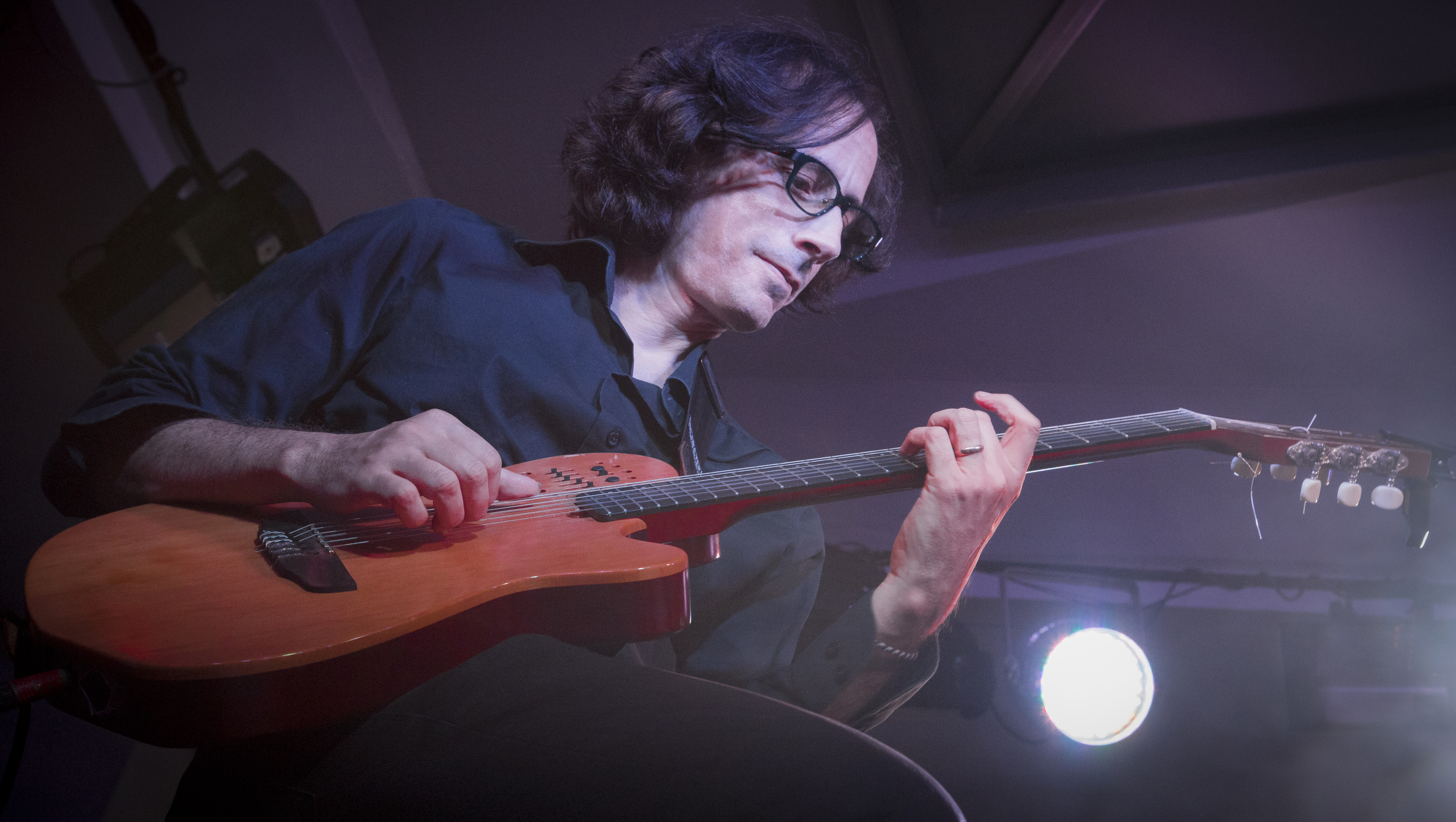
Emilio Jesús Hernéndez Martiní

エミリオ・マルティニ（Emilio Martini、1972年9月28日 - ）は、キューバのギタリスト、作曲家、アレンジャー。
キューバのビジャ・クララ県サグア・ラ・グランデ出身。

## 概略
14歳よりサンタ・クララ（ビジャ・クララの県都）県立芸術高等学校（E.P.I.A）にてギター、ピアノ、および合奏演習を学ぶ。
学生時代、ハバナ国際ジャズフェスティバル「JAZZ PLAZA」を観に来ていたところ、知り合いのミュージシャンに声をかけられ、偶然参加することになる。アルトゥーロ・サンドバルやプチョ・ロペスといった国内・国外の著名なアーティストたちと共演した。芸術学校卒業と同時にプロミュージシャンとしてのキャリアを開始。キューバントローバグループ「パノラマ」にギタリストおよびアレンジャーとして加入。その後マタンサス県にあるリゾート地バラデロに移り、フュージョンバンド「アルテ・ビボ」に加入する。
2000年、バンド「スタンド・バイ」を結成し、当時バラデロにて開催されていた多大な数のエンターテイメントショーの音楽演出を長年担う。 
2004年、あるCD制作のためブラジルへ移住する。翌年キューバへ帰国。
2005年、セサル・ロペス率いるハバナ・アンサンブルに加入。世界中のジャズ・フェスティバルに参加し、本格的にジャズを演奏する機会に恵まれる。
2011年、ハバナへ移住。ハバナ・アンサンブルでの活動
2013年、エミリオ・マルティニ＆ナチュラル・トリオを結成
2017年、ハバナで開催されたユネスコ主催「International Jazz Day 2017」でHerbie Hancok, Marcus Miller, Ivan Lins, Richard Bonna等、国際的著名アーティストと共演。同年、ハバナ・アンサンブルを脱退。
現在は主にトリオでの活動、他アーティストのCDプロデュースおよび映像音楽制作などにて活動中。

## 受賞
- 2006年 CUBADISCO 『ベストジャズアルバム賞』：CD Andante: César López y Habana ensemble
- 2008年 CUBADISCO『大賞』：CD Clásicos de Cuba: César López y Habana ensemble
- 2014年 CUBADISCO『ベストプロデュース賞』：CD Mundo Paripé: Inty Santana
- 2017年 CUBADISCO『インストゥルメンタルミュージック賞』：CD Notas al Viento：Emilio Martini&Natural trio

## 作品
- CD Sueños Guardados: Interprete: Bárbara Milian　レーベル Egrem.（音楽プロデュース, 編曲, ピアノ,ギター）
- CD Andante: César López y Habana ensemble　レーベル Bis Music（ギター）
- CD Puertas: Liuba María Evia　レーベル Bis Music（ギター）
- CD Enter: Josef Kumba レーベル Tumimusic（ギター）
- CD El corazón se acelera: Héctor Daniel y La constelación　レーベル Bis Music（音楽プロデュース, 編曲, ギター, ミックス, マスターリング）
- CD Clásicos de Cuba: César López y Habana ensemble レーベル Bis music（ 編曲, ギター, ミックス）
- CD Con Clarinete: Aire de concierto. レーベル Bis Music（音楽プロデュース, ミックス, マスターリング）
- CD Contraste: César López y Habana Ensemble　レーベル Bismusic（編曲, ギター, ミックス）
- CD Round Tumbao: Alexis Boch Quinteto（ミックス）
- DVD Live Bellas Artes: César López y Habana Ensemble ( 作曲, ギター, ミックス）
- CD ’ll see you in Cuba：Pablo Menéndez 　レーベル Zoho（ミックス）
- CD Mundo Paripé: Inty Santana. レーベル Bis Music （音楽プロデュース, 編曲, ギター, ミックス, マスターリング）
- CD Chapa Negra: Natural Trío (作曲, ギター, 音楽プロデュース, ミックス, マスターリング）
- CD Sonajero: César López y Habana ensemble（ 作曲, ギター）
- CD Notas al Viento: Emilio Martini & Natural trio（音楽プロデュース, 編曲, 作曲, ギター, ミックス, マスターリング）
- 短編映画 Atrapado: Daniel Chile （映像音楽）

## 参加フェスティバル
- Festival Folklorama (Canada)
- Los Festivales Jazz on green (Caiman Island, Trinidad y Tobago, San Vicent island)
- Festival de Jazz Teatro libre (Colombia)
- Feria internacional Aguas Calientes (México)
- Festival de Jazz Ibagué (Colombia)
- Festival internacional Jazz Plaza (Cuba)
- Festival Providencia (Chile)
- International Jazz day UNESCO ( Cuba )
- カリブ海ミュージック・クルーズ「キューバ情熱音楽」（日本）
- Jeju Music Festival 2016 ( South Korea）
- Santo Domingo Jazz Festival Casa de Teatro 2016(Republic Dominica）
- Le Barrière Enghien Jazz Festival 2016（France）
- Harlem/Havana Music and Cultural Festival 2015&2016（NYC)

## 関連リンク
- キューバ機関紙 Juventud Rebelde 文化面 2017/06/21
- LATINA MAGAZINE 2015/07月刊ラティーナ
- ドキュメンタリー映画『Cu Bop』
- Santo Domingo Jazz Festival Casa de Teatro 2016(Republic Dominica）